# Erik Gyllenstierna (död 1565)
Erik Gyllenstierna, född på 1500-talet, död 20 oktober 1565 i Köinge församling, Halland, var en svensk riddare.

## Biografi
Erik Gyllenstierna var son till Göran Eriksson (Gyllenstierna) och Kerstin Grip. Han blev i juni 1542 student vid Wittenbergs universitet. Gyllenstierna förseglade 30 juni 1560 bland adeln kung Gustav Vasas testamente och 15 april 1561 ständernas bevillning. Han kröntes 19 juni 1561 till riddare vid kung Erik XIVs kröning. Gyllenstierna stupade 20 oktober 1565 i slaget vid Axtorna och begravdes i Linköpings domkyrka.

### Familj
Gyllenstierna gifte sig 8 oktober 1553 på Bro i Vårdnäs församling med Anna Månsdotter (Natt och Dag) (död 1555), dotter till ståthållaren Måns Johansson (Natt och Dag) och Barbro Eriksdotter (Bielke).